# Eishockey in Halle (Saale)
Die Geschichte des Eishockeys in Halle (Saale) beginnt in den 1950er Jahren. Seit 2010 spielen die Saale Bulls Halle, die erste Mannschaft des MEC Halle 04, in der Oberliga Nord. Die Nachwuchs- und Amateurmannschaften sind seit 2004 im ESV Halle organisiert.

## Geschichte

### Hallesches Eishockey in der DDR (1969 bis 1990)
In den 1950er Jahren spielten erstmals Mannschaften auf einer Natureisfläche. Nachdem 1967 ein eishockeytaugliches Stadion eröffnet worden war, wurde 1969 die BSG Aufbau Halle gegründet, die nach der Reduzierung der DDR-Oberliga auf zwei Teams an der „Bestenermittlung“ der Sieger der Bezirksmeisterschaften teilnahm. Dort erreichte die Spielgemeinschaft die A-Gruppe. Nach Schließung der Eissporthalle im Jahr 1990 wurde die BSG Aufbau aufgelöst.

### Neuanfang nach der Wende (1990 bis 1999)
Trotz Protestaktionen und Unterschriftensammlungen dauerte es bis 1998, bis die Eissporthalle Halle spielbetriebstauglich saniert werden konnte. Am 10. Juli 1997 trat der als SG Aufbau Halle wiedergegründete Verein dem Universitätssportverein Halle, kurz USV, mit den Sektionen Eissport und Inlineskating bei. Die Eishockeyabteilung des USV startete in der Sächsischen Landesliga, wo die Mannschaft vor bis zu 3500 Zuschauern in der Saison 1998/99 den dritten Platz belegen konnte. Einige Mitglieder der Eishockeyabteilung spalteten sich vom USV ab, um mit Aufbau Halle einen Nachfolger der BSG und der SG Aufbau zu gründen.

### ESC Saaleteufel Halle (1999 bis 2004)
Am 6. Juli 1999 wurde der ESC Saaleteufel Halle mit dem Anspruch, Eishockey in Halle auf hohem Niveau langfristig zu etablieren, gegründet. Die Eishockeyabteilung des Universitätssportvereins trat dem ESC bei. In der Saison 1999/2000 wurde der Spielbetrieb mit dem Ziel des direkten Aufstiegs in die nächsthöhere Spielklasse, die Sachsenliga, in der untersten Spielklasse, der Landesliga Sachsen, aufgenommen. Den Kern der Mannschaft um Trainer Michael Barta bildeten einige Spieler mit Erfahrungen in der Nationalmannschaft der DDR, unter anderem  Thomas Graul, Dietmar Peters, Rainer Patschinski und Harald Kuhnke. Der Aufstieg wurde geschafft, der Zuschauerschnitt lag bei 1500 bis 2000 pro Spiel.
In der Saison 2001/02 nahm der ESC erstmals als Vertreter des Sächsischen Eissportverbandes an der Aufstiegsrunde zur Regionalliga Süd teil, wo die Qualifikation für die vierthöchste Spielklasse geschafft wurde. Der Regionalliga gehörten die Saaleteufel von 2002 bis 2004 an, bis ein Insolvenzantrag gestellt werden musste. Wegen der sich abzeichnenden Insolvenz der Saaleteufel wurde im Frühjahr 2004 der ESV Halle und später der ESC Halle 04 gegründet. Zugleich fanden Teile des Nachwuchses der Saaleteufel beim SKC TaBeA Halle in der Abteilung Eissport eine neue Heimat.

### Saale Bulls (seit 2004)
Der ESC Halle 04 wurde von den Betreibern der Halleschen Eissporthalle, Andreas Werkling und Frank Busch sowie Daniel Mischner und Andreas Haschke gegründet, welche heute ebenfalls dem Vorstand angehören. Erster Trainer des Vereins war Jaroslav Šťastný, der in seiner aktiven Zeit unter anderem für den ETC Crimmitschau in der zweitklassigen 1. Liga gespielt hatte. Die Erste Mannschaft, die Saale Bulls, nahmen den Platz der Saaleteufel in der Regionalliga ein, während die Nachwuchsarbeit und die Amateurmannschaften im ESV Halle angesiedelt wurden.
Die Premierensaison beendete der ESC mit dem Gewinn der Meisterschaft, in der anschließenden Aufstiegsrunde zur Oberliga Nord mit den Teilnehmern aus Nordrhein-Westfalen belegten die Hallenser hinter den Ratinger Ice Aliens den zweiten Platz und verpassten damit die sportliche Qualifikation für die folgende Oberligasaison. Somit startete das aufgrund der neuen U23-Spieler-Regel stark verjüngte Team auch in der Spielzeit 2005/06 in der Regionalliga Nord-Ost. Erklärtes Ziel bei einem Etat von 300.000 Euro war der Aufstieg in die Oberliga, der aber nach einer Niederlage im Play-off-Halbfinale gegen Rostocker EC verpasst wurde.
In der Saison 2006/07 belegte der ESC Halle den vierten Platz, welcher die Berechtigung für einen Lizenzantrag für die Oberliga-Spielzeit 2007/08 bedeutete. Dieser war erfolgreich, sodass die Mannschaft in der folgenden Saison in der dritthöchsten deutschen Liga startete. Die Trainer der ersten Oberligamannschaft in der Geschichte des ESC waren Ivan Horak und Robert Torgler. Die Saison wurde auf Platz 6 beendet, sodass die Saale Bulls in den Play-downs um den Klassenerhalt spielen mussten. Gegner war der EHC Thüringen, der mit 4:0 Siegen bezwungen werden konnte.
Zur Saison 2009/10 zog sich der ESC Halle in die Regionalliga Ost zurück, nachdem bekannt worden war, dass keine eigene Nord-Gruppe der Oberliga zustande kommen würde. Nach einer Reform der Oberliga zur Saison 2010/11, in der eine eigene Oberliga Ost eingerichtet wurde, spielte der ESC Halle wieder drittklassig. Im Januar 2011 benannte sich der Verein zur besseren Vermarktung in der Region in Mitteldeutscher Eishockey Club Halle 04 um. Der Name Saale Bulls für die 1. Mannschaft blieb erhalten.

## Mannschaft
| Goalie                | Stürmer               | Verteidiger                  | Coaches & Teambetreuer  | Coaches & Teambetreuer            |
| --------------------- | --------------------- | ---------------------------- | ----------------------- | --------------------------------- |
| #32 Kai Kristian      | #21 Patrick Schmid    | #37 Thomas Gauch             | Marko Raita (Headcoach) | Dr. James Henry Völpel (Teamarzt) |
| #31 Nils Kapteinat    | #72 Sergej Stas       | #58 Dennis Schütt            |                         | Dr. med. Olaf Hölsken (Teamarzt)  |
| #74 Rodion Schumacher | #26 Timo Gams         | #15 Erik Hoffmann            |                         | Kirsten Wels (Physiotherapeutin)  |
|                       | #12 Alex Berger       | #60 Moritz Schug             |                         |                                   |
|                       | #77 Thomas Merl       | #51 Vojtech Suchomer         |                         |                                   |
|                       | #20 Adam Domogalla    | #41 Erik Gollenbeck          |                         |                                   |
|                       | #68 Eetu Elo          | #4 Bryan Heinicke            |                         |                                   |
|                       | #39 Eppu Karuvaara    | #28 Mantas Stankius          |                         |                                   |
|                       | #69 Robert Hechtl     | #18 Erek Virch               |                         |                                   |
|                       | #63 Tomi Wilenius     | #8 Alexander Vladelchtchikov |                         |                                   |
|                       | #22 Oskar Siradze     |                              |                         |                                   |
|                       | #96 Aaron-Pelle Beslé |                              |                         |                                   |

Bedeutende (ehemalige) Spieler:
- Martin Miklík
- Georgi Kimstatsch
- Alexander Zille
- Kai Schmitz
- Marco Blazyczek
- Tim Schnelle
- Matthias Schubert (Eishockeyspieler)
- Benjamin Thiede

### Teilnahmen von Spielern am ESBG All-Star Game
Das ESBG All-Star Game fand von 2006 bis 2008 jährlich statt und vereinte die besten Spieler der 2. Bundes- und Oberliga. Vor dem eigentlichen Spiel fand noch die Skills Competition statt. Den Wettbewerb „schnellster Läufer“ gewann 2008 Benjamin Thiede mit 16,28 Sekunden.
| Teilnahmen am All-Star-Game während der Teamzugehörigkeit |          |              |                       |
| Name                                                      | Position | Teilnahme(n) | Team                  |
| Benjamin Thiede                                           | Stürmer  | 2008         | Team Schwarz Rot Gold |

## Spielstätte

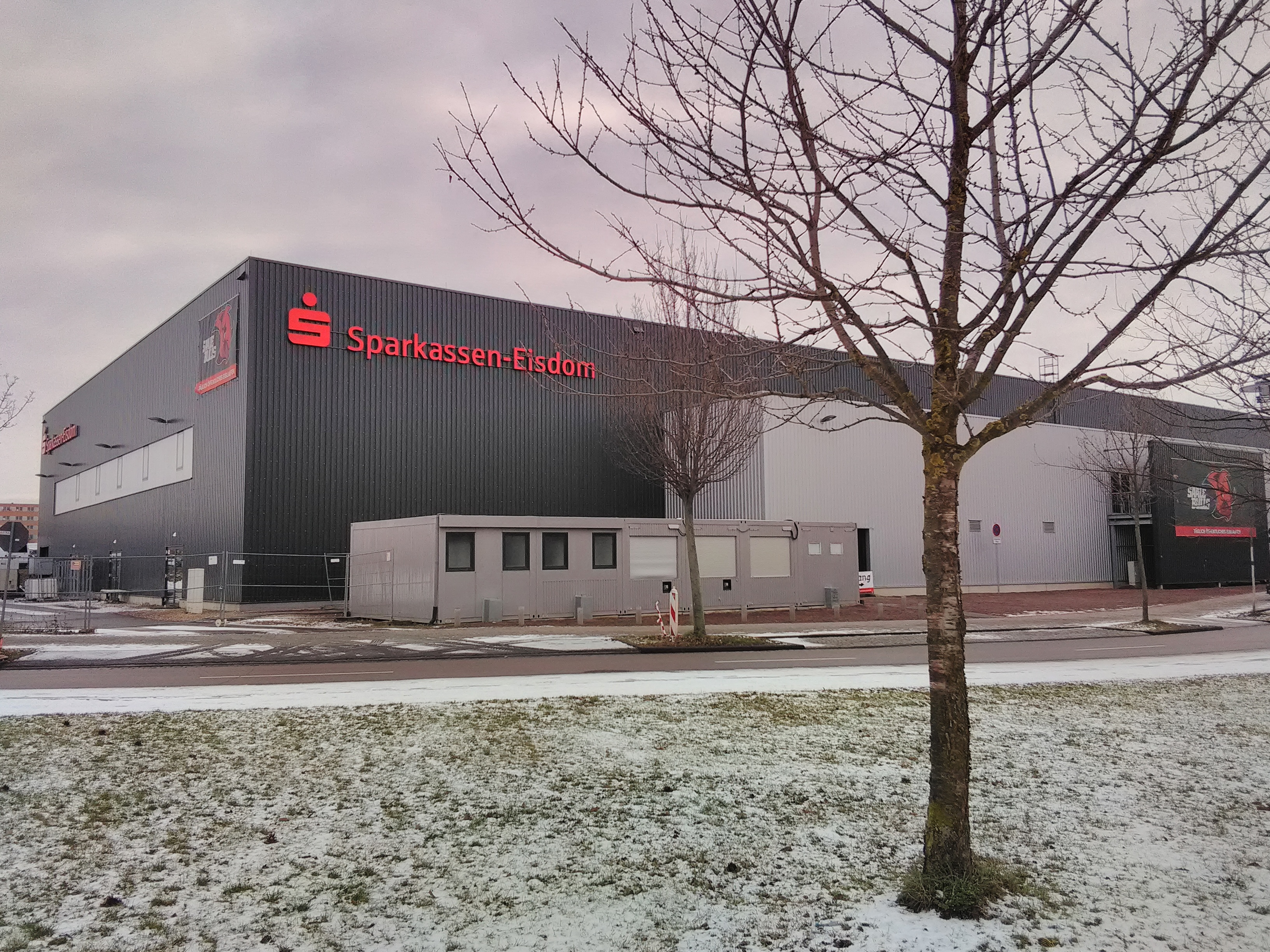
Der Sparkassen-Eisdom von der Begonienstraße gesehen (2017)

Ihre Heimspiele trugen die Mannschaften des MEC Halle 04 und des ESV Halle in der Volksbank Arena (ehemals Eissporthalle Halle; eigene Schreibweise „EissportHalle“) aus, welche 1957 errichtet und 1970 komplett überdacht wurde. 1990 wurde die Halle vom TÜV wegen baulicher und technischer Mängel geschlossen. In den folgenden Jahren wurde das Stadion komplett renoviert und im Oktober 1998 wiedereröffnet.
Das Stadion hatte bei Eishockeyspielen eine Kapazität von 4920 Plätzen und wurde auch vom Halleschen Inline Skate Club sowie von der Boxabteilung von Eintracht Halle genutzt. Außerdem war die Halle für den öffentlichen Eislauf geöffnet.
Im Oktober 2011 wurde aus der EissportHalle die Volksbank Arena. Seit der Saison 2014/15 spielen die Saale Bulls im Sparkassen-Eisdom, da die Volksbank Arena 2013 durch Hochwasser stark beschädigt und ab Frühjahr 2016 abgerissen wurde. In der Saison 2013/14 spielte der MEC übergangsweise in einem Behelfszelt an der Halle Messe.
Im September 2014 Wurde die heutige Spielstätte, der Sparkassen-Eisdom, eröffnet und nahm in der Saison 2014/15 erstmals den Betrieb auf.